# استبان اوبیانگ

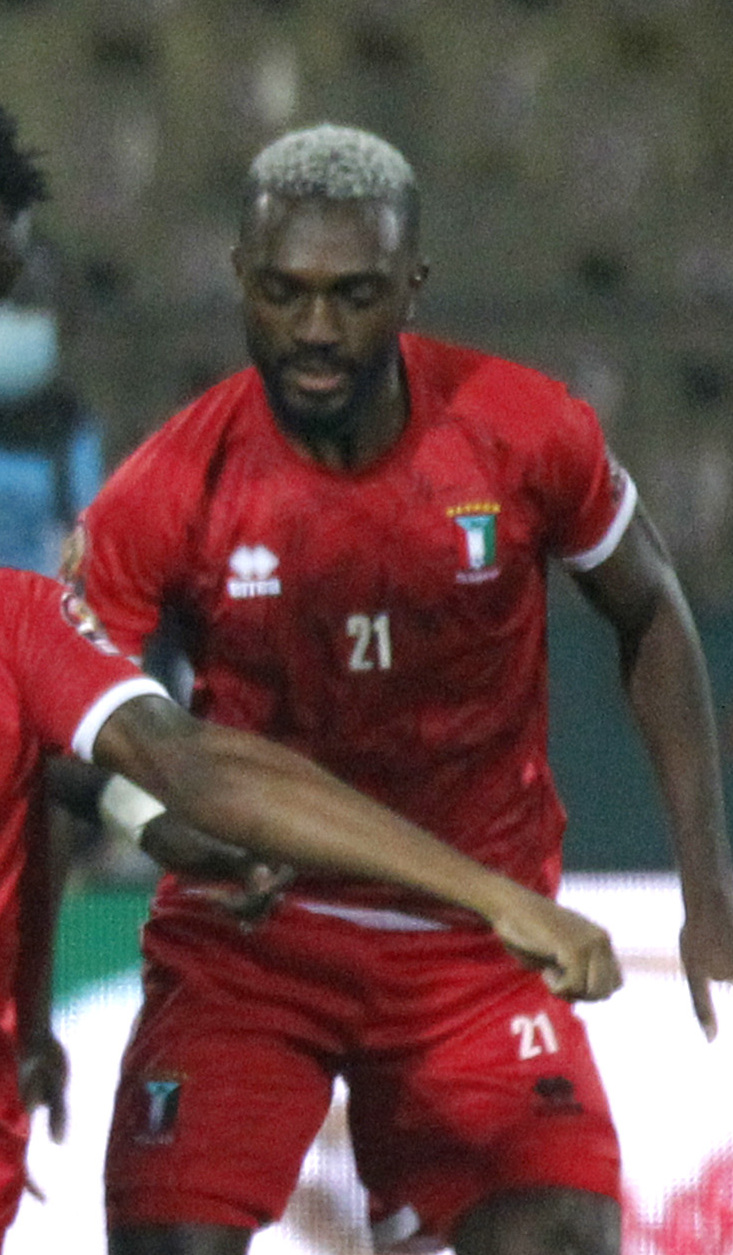
استبان اوبیانگ Esteban Obiang

استبان اوبیانگ (انگلیسی: Esteban Obiang؛ زادهٔ ۷ مهٔ ۱۹۹۸) بازیکن فوتبال اهل اسپانیا است.
وی همچنین در تیم ملی فوتبال گینه استوایی بازی کرده‌است.